# Д’Амбуаз, Франсуа
Франсуа д’Амбуаз (фр. François d'Amboise; 1550, Париж — 1619, Париж) — французский юрист, писатель

,
поэт, драматург, советник парламента Бретани и генеральный адвокат Великого совета.

## Биография
Родился в семье Жана д’Амбуаза, придворного хирурга короля. Изучал риторику и философию в престижном Наваррском колледже (Париж); в 1568 году стал там регентом и преподавателем литературы и философии. В 1572 году сопровождал Генриха III во время его поездки в Польшу на коронацию.
В 1581 году назначен адвокатом короля в казначействе, а в 1586 году — генеральным адвокатом Великого королевского совета. В 1589 году король Франции Генрих III пожаловал ему дворянство.
Автор комедии в стихах под названием «Неаполитанцы» (1584) и ряда поэтических произведений, в том числе элегии на смерть Анн де Монморанси (1568).
В жизни дружил с Робером Гарнье, Одетом де Турнебом и другими деятелями культуры Франции.